# Zeinisjoch
Zeinisjoch – przełęcz położona na wysokości 1842 m n.p.m. we wschodniej Austrii. Łączy ona miejscowość Partenen w kraju związkowym Vorarlberg na zachodzie z Galtür w kraju związkowym Tyrol na wschodzie. Stanowi także dział wód między rzeką Ill, będącą dopływem Renu, a rzeką Trisanna, będącą dopływem Dunaju.
Na przełęczy znajdują się dwa zbiorniki wodne: Zeinissee (jezioro naturalne) oraz Stausee (sztuczne). W pobliżu zbiorników znajduje się schronisko Zeinisjochhaus.